# Kościół Matki Boskiej Nieustającej Pomocy w Świdwinie
Kościół Matki Boskiej Nieustającej Pomocy – gotycki kościół parafialny w Świdwinie, zbudowany w 1338 roku.

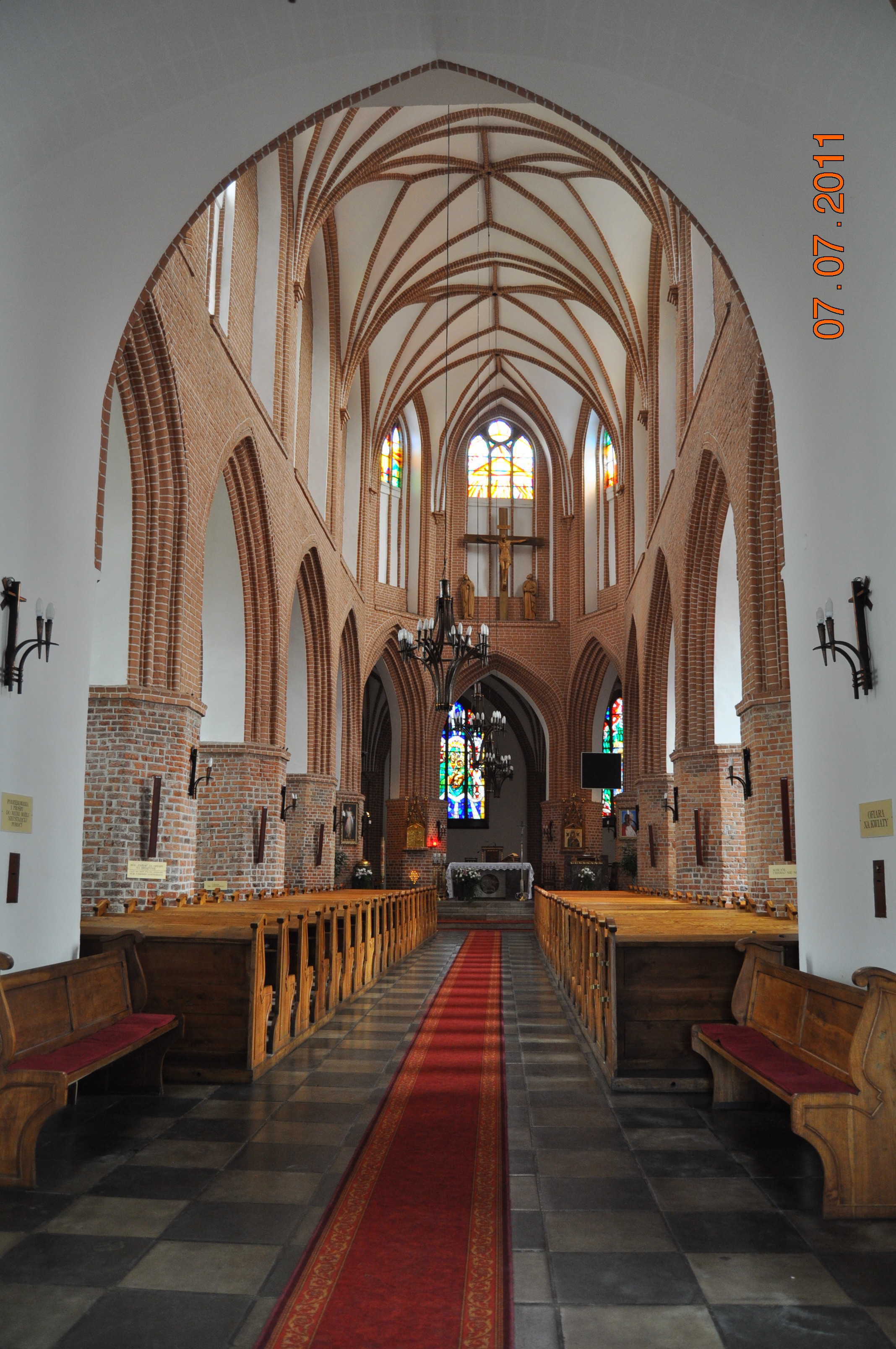
Wnętrze świątyni

## Architektura
Budowla jest zbudowana z ciemnej cegły i ma kształt architektoniczny bazyliki. Kościół posiada trzy nawy, a prezbiterium jest otoczone ambitem. Do kościoła przylega wieża pokryta hełmem. Dach świątyni kryty jest blachą miedzianą.

## Historia
Kościół został zbudowany w 1338. W 1475 dobudowano boczne kaplice, gdzie umiejscowiono zakrystię. Wieżę dobudowano 30 lat później. Wieża otrzymała wówczas nowe zwieńczenie pokryte blachą miedzianą.  
W 1538 dotychczasowy kościół katolicki został przemianowany na protestancki. W 1572 odnowiono, a w 1599 przeprowadzono gruntowną renowację kościelnych organów. W 1611 pojawiła się nowa ambona, wykonana przez rzemieślników ze Stargardu.  
W 1644 w wieżę kościoła uderzył piorun, co spowodowało jej zniszczenie. Kolejna tragedia nadeszła 16 kwietnia 1689, gdy podczas ogromnego pożaru miasta spaliła się też świątynia, z której pozostały tylko mury. Dzięki ofiarności mieszkańców kościół został odbudowany w zaledwie trzy lata i już w 1692 na nowo odbywały się w nim nabożeństwa. W 1776 po raz kolejny spłonęła wieża. W 1881 zrobiono remont kościoła i w takim stanie przetrwał on aż do końca II wojny światowej, gdy został bardzo poważnie uszkodzony w trakcie wyzwalania Świdwina. 

### Po II wojnie światowej
Po wojnie, świątynia przejęta przez Kościół katolicki, została poświęcona 21 grudnia 1947. W tym też roku zawiązał się Komitet Odbudowy Kościoła, który zaczął prace odbudowy już w 1948 roku. 16 grudnia 1982 kościół konsekrowano. 
Po roku 1984, wraz z przybyciem do parafii nowego proboszcza – ks. Tadeusza Piaseckiego, zapoczątkowano proces osuszania świątyni, położono nowy miedziany dach oraz wyremontowano kaplicę Matki Bożej Ostrobramskiej. 
W latach 90. XX wieku rozpoczęła się renowacja wieży kościoła, którą początkowo prowadził proboszcz ks. Jan Wszołek (w latach 1995–2005), a następnie ksiądz proboszcz Ryszard Kizielewicz (od 2005). 
Za proboszczowania ks. Kizielewicza w świątyni pojawiły się też nowe ławki i witraż. W 2006 wnętrze kościoła zostało pomalowane. W tym też roku dzięki funduszom z Ministerstwa Kultury i Dziedzictwa Narodowego przeprowadzono renowację budowlaną zewnętrznych ścian kościoła. W 2007 odwodniono mury przykościelne i zakupiono nowe nagłośnienie.